# Serhiy Novikov
Pour les articles homonymes, voir Novikov.
Serhiy Petrovitch Novikov (en russe : Сергей Петрович Новиков), né le 15 décembre 1949 à Moscou et mort le 16 avril 2021, est un judoka soviétique.
Lors des championnats du monde de judo 1973 à Lausanne, il remporte la médaille de bronze, puis devient champion olympique Poids lourds, lors des JO de 1976 à Montréal.